# Попівська сільська рада (Карлівський район)
Попівська сільська рада — колишній орган місцевого самоврядування у Карлівському районі Полтавської області з центром у селі Попівка.

## Населені пункти
Сільраді були підпорядковані населені пункти:
- c. Попівка